# 福富つき
ツキ（つき、2002年〈平成14年〉9月21日 - ）は、韓国で活動している日本のアイドル。女性アイドルグループ・Billlieのメンバーである。MYSTIC STORY所属。

## 経歴
2002年9月21日、大阪府出身。
中学校1年時にSMエンタテインメントのオーディションで2万人の中から選ばれ練習生となる。
2020年1月17日にPopteenの第三次カバーガール戦争を勝ち抜き、権隨玲とともに専属モデルとなる。
同年11月25日、Popteenが運営するガールズユニット7+ME LinkのMAGICOURのメンバーとしてアイドルデビュー。しかし韓国に在住しており、コロナ禍のため頻繁に帰国できないとしMAGICOURの活動を同日で休止。
2021年11月10日、K-POPグループBilllieのメンバーとしてデビュー。
2023年2月8日 - 、同じくBilllieのムンスア、WOOAHのナナと共にMBC MUSICの音楽番組「SHOW CHAMPION」の司会として抜擢。

## 作品

### 参加作品
- 「僕は変わらず君へと向かう」- イェソン『君という桜の花びらが僕の心に舞い降りた。』収録 (2023年)

## 出演

### テレビ番組
- SHOW CHAMPION（2023年2月8日 - 、MBC MUSIC）- 司会

### ネット番組
- 第3次Popteenカバーガール戦争（2019年10月4日 - 2020年1月17日、AbemaTV）

## 書籍

### 雑誌
- Popteen（2020年）